# San Miguel la Virgen
San Miguel la Virgen är en ort i Mexiko.   Den ligger i kommunen Irimbo och delstaten Michoacán de Ocampo, i den södra delen av landet, 140 km väster om huvudstaden Mexico City. San Miguel la Virgen ligger 2 231 meter över havet och antalet invånare är 180.
Terrängen runt San Miguel la Virgen är huvudsakligen kuperad, men den allra närmaste omgivningen är platt. Runt San Miguel la Virgen är det ganska tätbefolkat, med 93 invånare per kvadratkilometer. Närmaste större samhälle är Ciudad Hidalgo, 11,2 km väster om San Miguel la Virgen. I omgivningarna runt San Miguel la Virgen växer huvudsakligen savannskog.